# Gnamptogenys pleurodon
Gnamptogenys pleurodon är en myrart som först beskrevs av Carlo Emery 1896.  Gnamptogenys pleurodon ingår i släktet Gnamptogenys och familjen myror. Inga underarter finns listade i Catalogue of Life.